# ナンバー・ナイン・ビジュアル・テクノロジー
ナンバー・ナイン・ビジュアル・テクノロジー（英語: Number Nine Visual Technology）はかつて存在したグラフィックチップおよびビデオカードの開発・製造メーカー。1982年に設立、1999年に営業活動を停止。同社は最初の128ビットグラフィックプロセッサ(Imagine 128)、また最初の256色および1680万色のビデオカードを開発した。
社名と同じく、同社の多くの製品名がロックバンド「ビートルズ」の楽曲に由来したものになっている（Revolution、Imagine、Pepper、Ticket to Rideなど）。システムブート時に、ナンバーナイン社製カードのビデオBIOSはカードのモデル名に関連したビートルズの楽曲の歌詞の一部を画面に表示する。カードの型名は通常「#9」が先頭に付されていた。
日本ではダイヤセミコンシステムズ（現・アヴネット）が同社の日本総代理店として製品のローカライズや販売活動を行った。

## 歴史
ナンバーナインは1982年にAndrew NajdaとStan BialekによってNumber Nine Computer Corporationとして設立された。企業名は1990年代初めにNumber Nine Visual Technology Corporationに変更された。ナンバーナインはほとんどの間、レキシントン (マサチューセッツ州)に拠点を置いた。同社はまずApple IIアクセラレータボードを開発し、1983年にハイエンドPCグラフィックカードの設計・製造を手がけるようになった。同社は1990年代前期にかけて高級・ハイエンドグラフィックカードメーカーの一つであった。1990年代中期から後期にかけて、競合企業と価格や性能の両方の競争にさらされて市場シェアを失い始め、3Dグラフィックブームや高品質化の流れに後れを取るようになった。1999年12月20日、ナンバーナインはS3（現・S3 Graphics）に対して同社の全ての資産および知的財産権を買収するよう意思を表明。2000年中頃までに、S3はナンバーナインの資産の取得を完了し、ナンバーナインは廃業した。2002年に2人のナンバーナイン出身の技術者、James MacleodとFrancis Brunoはシリコン・スペクトラムを設立し、FPGAデバイスに実装するためにS3からナンバーナインのグラフィック技術のライセンスを取得した。

## 製品
ナンバーナインの最初のグラフィックカードはグラフィックアクセラレータチップを持たず、VGAが一般化する前のISAバスであった。1980年代後期から1990年代前期に、テキサス・インスツルメンツのTIGAコプロセッサをベースにISAおよびMCAバスのグラフィックカードを製作した。
1990年に入ると、独自開発のグラフィックアクセラレータを搭載したAGPおよびPCIグラフィックカード（Imagine系GPU）を製作した。同時に、S3 Graphics製アクセラレータチップを使ってAGP、PCI、VLBusおよびISAグラフィックカードを製作した。それらの最後のAGPカードはNVIDIA GPUを使用していた。

### VGAより前の初期のビデオカード
| #9 Model                    | 画面解像度            | カラーパレット                      | PCバス | 備考              |
| --------------------------- | --------------------- | ----------------------------------- | ------ | ----------------- |
| Number Nine Graphics System | CGA                   | CGA                                 | ISA    |                   |
| Revolution 512x8            | 512×480               | 1670万色パレットから256色を選択     | ISA    | NEC μPD7220を使用 |
| Revolution 512x32           | 512×480               | 1670万色パレットから245,760色を選択 | ISA    | NEC µPD7220を使用 |
| Revolution 1024x8           | 1024×1024から1024×768 | 1670万色パレットから256色を選択     | ISA    |                   |
| Revolution 2048x4           | 2048×1024から1280×960 | 4096色パレットから16色を選択        | ISA    | 日立 HD63484      |

Revolutionシリーズは大きなフルサイズのカードで、発表時点の価格は1995ドルから2995ドルであった。

### TIGAカード
ナンバーナインのグラフィックカードは1986年から1992年頃までテキサス・インスツルメンツのTIGAコプロセッサを搭載して製造されていた。テキサス・インスツルメンツTMS340x0コプロセッサとナンバーナイン設計のカスタムチップの組み合わせは、クリッピングといった原始的なグラフィック機能しか扱うことができなかった。しかしながら、これは当時としては大きな成果であった。GXi Liteを例外として、全てのTIGAグラフィックカードは大きく、フルサイズのカードであった。
| #9 モデル       | TIGAコプロセッサ       | メモリ                 | PCバスアーキテクチャ |
| --------------- | ---------------------- | ---------------------- | -------------------- |
| Pepper          | TMS34010               | ??                     | ISA                  |
| Pepper SGT      | TMS34010 + Intel 82786 | 1M, 4M?                | ISA                  |
| Pepper Pro 1024 | TMS34010               | 1.5M, 2M               | MCA, ISA             |
| Pepper Pro 1280 | TMS34010               | ??                     | MCA?, ISA            |
| Pepper Pro 1600 | TMS34010               | ??                     | MCA?, ISA            |
| GX              | TMS34010?              | ?? 1M DRAM? + 2M VRAM? | MCA?, ISA            |
| GXi Lite        | TMS34020               | 1M DRAM + 1M VRAM      | MCA?, ISA            |
| GXi             | TMS34020               | 1M DRAM + 2M VRAM      | MCA?, ISA            |
| GXiTC           | TMS34020               | 1M? DRAM + 4M VRAM     | MCA?, ISA            |

この頃、TIGAを使用したカードは非常に高価で、発表時の価格は995ドルから2495ドルであった。

### ナンバーナイン自社製GPU搭載ビデオカード

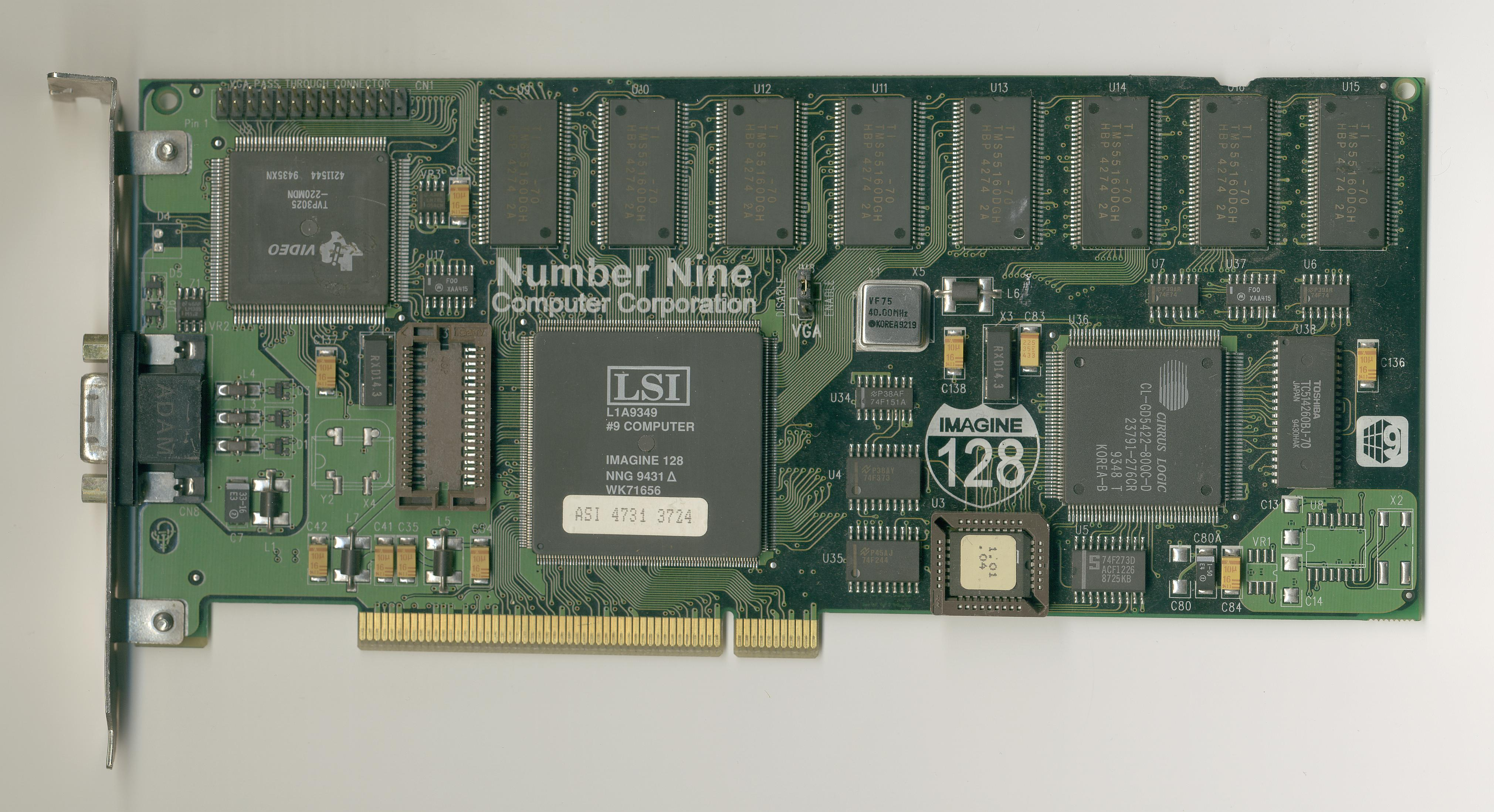
Imagine 128 (初期のオリジナル版、旧社名)

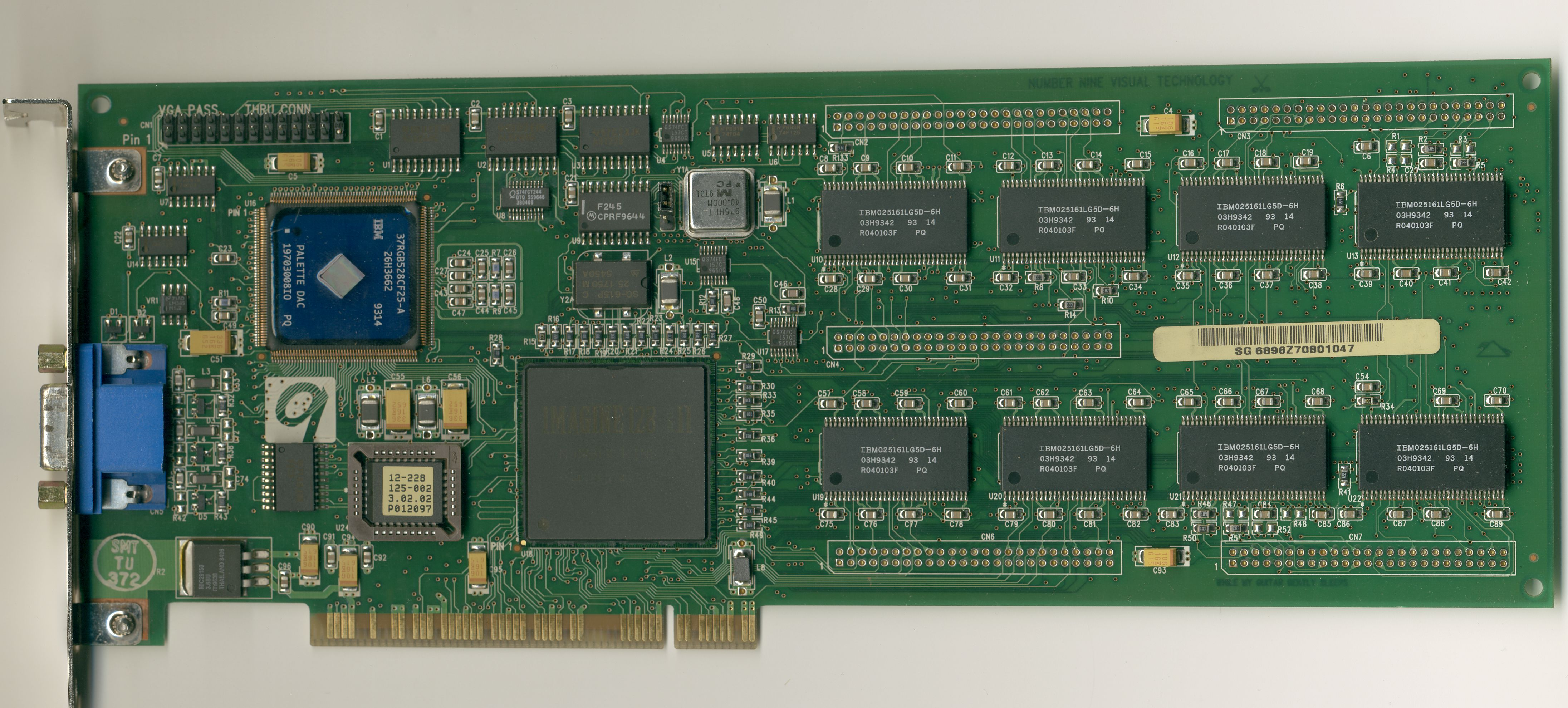
Imagine 128 Series II

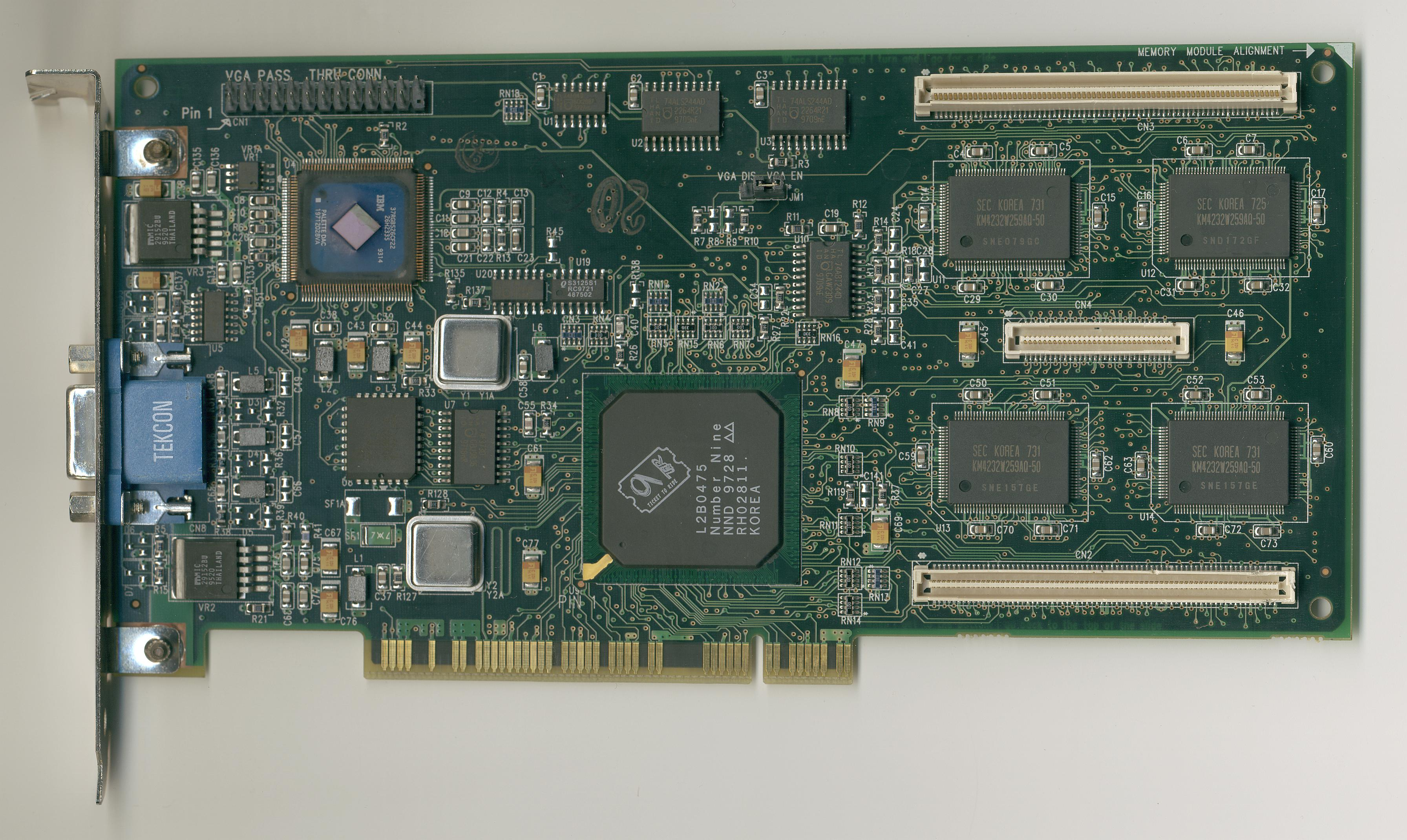
Revolution 3D (Ticket to Ride)

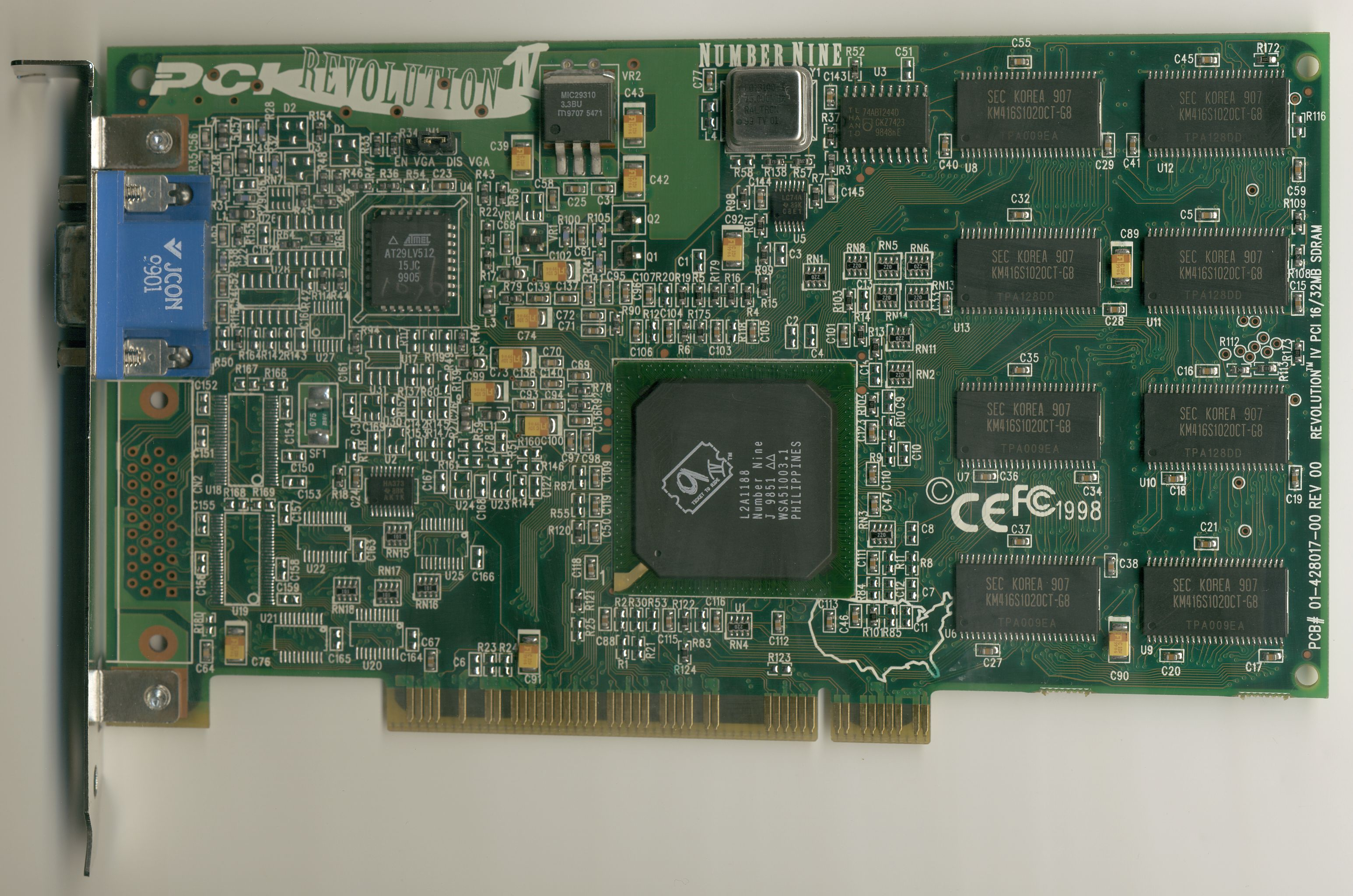
Revolution IV (Ticket to Ride 4)

ImagineシリーズGPUはナンバーナイン独自の設計であった。Imagineシリーズは4つの世代からなった。
1. Imagine 128 (Imagine)
2. Imagine 128-II (Imagine2)
3. T2R ("Ticket to Ride"、しばしば"Imagine-3"と刻印された)
4. T2R4（"Ticket to Ride IV"と刻印された)

Imagine 128 GPUは完全な128ビットグラフィックプロセッサで、内部プロセッサバスおよびメモリバスは全て128ビットであった。しかしながら、3Dグラフィック処理をサポートするハードウェアが皆無あるいはごく少数しかなかった。
Imagine 128-IIはグーローシェーディング、32ビットZバッファ、二重ディスプレイバッファおよび256ビットビデオレンダリングエンジンを追加した。
Ticket to Ride(Imagine-3)はWRAMおよびAGPとPCIバスの両方をサポートし、3D浮動小数点セットアップエンジン、バイリニアフィルタおよびパースペクティブコレクト、グーローシェーディング、アルファブレンド、距離フォグ補完、鏡面ハイライト、二重・三重ディスプレイバッファ、16/24/32ビットZバッファ、MPEG-1/MPEG-2およびハードウェアミップマップを備えた。
Ticket to Ride IVは250MHz RAMDACを統合し、最大32MBのSDRAM、全シーンアンチエイリアシング、パーピクセルフォグ、鏡面反射、アルファエフェクト、10階層ディティールパーピクセルミップマップ、バイリニア・トリリニアフィルタリング、8ビットパーテクセル、8KBオンチップテクスチャキャッシュ、ハードウェアMPEG-1/MPEG-2、完全なIEEE 754浮動小数点パイプライン3Dレンダリングセットアップエンジンをサポートした。
| #9 モデル             | #9 GPU         | メモリ                         | PCバスアーキテクチャ |
| --------------------- | -------------- | ------------------------------ | -------------------- |
| Imagine 128           | Imagine 128    | 4M, 8M VRAM                    | PCI                  |
| Imagine 128 Series 2  | Imagine 128-II | 4M, 8M H-VRAM                  | PCI                  |
| Imagine 128 Series 2e | Imagine 128-II | 4M EDO DRAM                    | PCI                  |
| Revolution 3D         | T2R            | 4M or 8M (base), 12M, 16M WRAM | PCI, AGP             |
| Revolution IV         | T2R4           | 16M, 32M SDRAM                 | PCI, AGP             |
| Revolution IV-FP      | T2R4           | 32M SDRAM                      | PCI, AGP             |

これら1990年代のビデオカードはナンバーナインのフラグシップカードであった。（Imagine 128および128 Series 2は非常に高価。）GPU上にはヒートシンクは不要。オリジナルのImagine 128は1994年に発表された。Revoliution IVは1998年に発表された。
標準のアナログVGA端子に加えて、Revolution IV-FP（Revolution IV-1600SWとも呼ばれる）はシリコングラフィックス製1600SWデジタルフラットパネルモニター用のOpenLDIデジタルインターフェースコネクターを備えていた。Revolution IV-FPはシリコングラフィックス製1600SWデジタルフラットパネルモニター用のOpenLDIデジタルインターフェースコネクターを備えた数少ないビデオアダプターの一つであった。（その他に3Dlabs Oxygen VX1-1600SW、I-O DATA GA-NF30/PCI、シーメンス Nixdorf S26361-D964カードやいくつかのシーメンス製Nixdorfコンピューターなど）SGIの1600SWビデオアダプターは同社のO2、320、540グラフィックワークステーションの専用品であった。FormacはApple Mac用にOpenLDI付きのPCIカードを少数製造した。
OpenLDIインターフェースは現在のDVI-Dインターフェースと物理的にも電気的にも互換性がない。これは初期のデジタルビデオコネクターであり、いくつかの競合、標準規格との非互換性が存在した。スタンドアロンのOpenLDIディスプレイは消滅したが、いくつかの後発メーカーがOpenLDIをDVI-Dに変換するアダプターを製作したため、より新しいビデオカードでも1600SWモニターに対応できるようになった。

### S3 Graphicsプロセッサ搭載ビデオカード

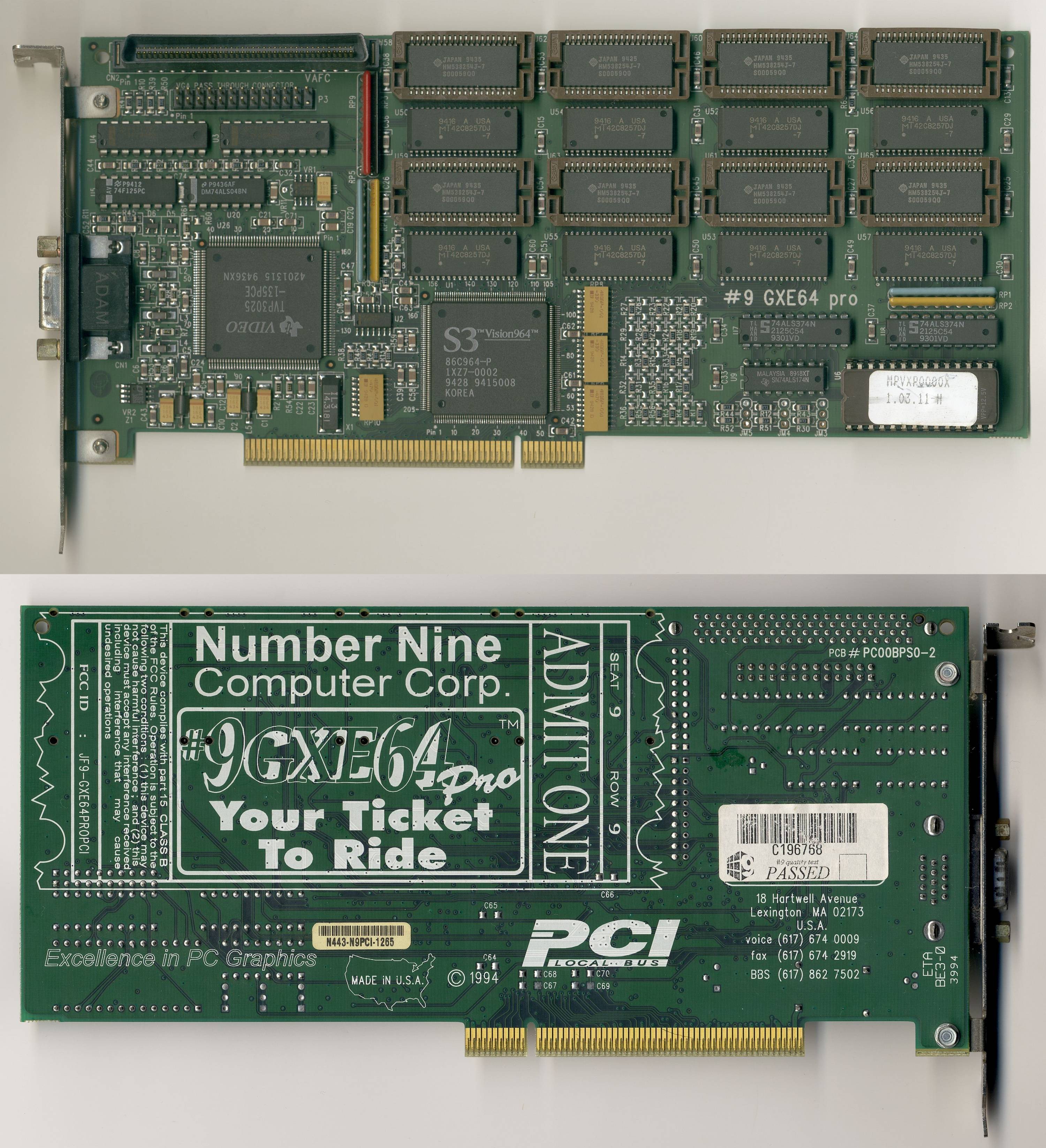
GXE64Pro (S3 Vision964) PCI

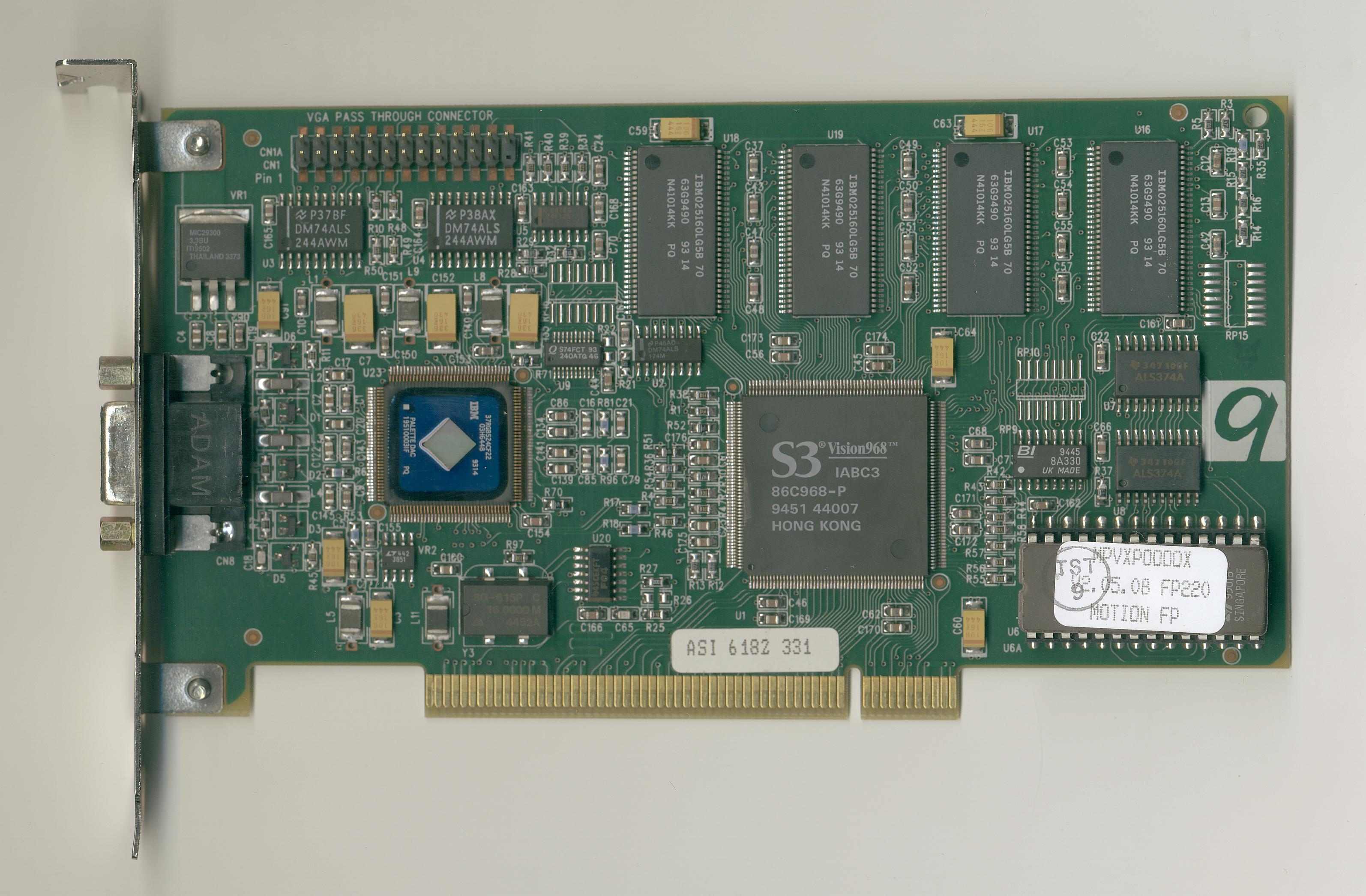
Motion771 (S3 Vision968) PCI

ナンバーナインは1990年代にかけてS3 Graphicsと親密な事業関係にあった。ImagineシリーズGPUとカードはナンバーナインのフラグシップ製品に位置づけると同時に、同社はS3のGPUを使ってリーズナブルなビデオグラフィックカードを開発した。S3ベースのカードは通常3つの価格帯で製品が発表された。それらは同じモデル名を持っていたが、モデル番号とGPUが異なっていた。GXE などには、Windows ディスプレイ・コントロール・ユーティリティプログラムである #9 HawkEye が同梱され、2,048x1,920までの仮想デスクトップ領域から、画面解像度 1,280x1,024 まで設定可能となっている。 
| #9 モデル   | S3 GPU                                          | メモリ          | PCバスアーキテクチャ |
| ----------- | ----------------------------------------------- | --------------- | -------------------- |
| GXE         | 928                                             | 1M, 2M, 4M VRAM | ISA, VLB, PCI        |
| GXE 64      | 864 (Vision864)                                 | 1M, 2M DRAM     | ISA?, VLB, PCI       |
| GXE 64 Pro  | 964 (Vision964)                                 | 2M, 4M VRAM     | ISA?, VLB, PCI       |
| GXE 64 Trio | 764 (Trio64)                                    | 1M, 2M DRAM     | ISA?, VLB, PCI       |
| Vision 330  | 764 (Trio64)                                    | 1M, 2M DRAM     | VLB, PCI             |
| Motion 331  | 765 (Trio64V+)                                  | 1M, 2M DRAM     | VLB, PCI             |
| Motion 531  | 868 (Vision868)                                 | 1M, 2M DRAM     | VLB, PCI             |
| Motion 771  | 968 (Vision968)                                 | 2M, 4M VRAM     | VLB, PCI             |
| Reality 332 | 325 (ViRGE)                                     | 2M EDO DRAM     | PCI                  |
| Reality 772 | 988 (ViRGE VX)                                  | 2M, 4M VRAM     | PCI                  |
| Reality 334 | 357 (ViRGE GX2)                                 | 4M SGRAM        | PCI, AGP             |
| SR9 (SDRAM) | 394 (Savage4 LT、GPU上に小型のヒートシンク)     | 8M SDRAM        | AGP                  |
| SR9 (SDRAM) | 397 (Savage4 Pro、GPU上に小型のヒートシンク)    | 16M, 32M SDRAM  | AGP                  |
| SR9 (SGRAM) | 398 (Savage4 Xtreme、GPU上に小型のヒートシンク) | 8M?, 16M SGRAM  | AGP                  |